# Макушинський Олексій Анатолійович
Олексі́й Анато́лійович Макуши́нський (рос. Алексей Анатольевич Макушинский; при народженні — Дави́дов, рос. Давыдов; нар. 8 березня 1960, Москва, СРСР) — російський прозаїк, поет, есеїст і літературознавець.

## Біографія
Син письменників Анатолія Рибакова (1911—1998) і Наталії Давидової (1925—2005). Як псевдонім взяв прізвище бабусі по материнській лінії Єлизавети Іродіонівни Макушинської (рос. Елизавета Иродионовна Макушинская, 1898—1972) на згадку про неї. 1983 року закінчив Літературний інститут імені О. М. Горького (дипломна робота присвячена структурі пізньої лірики Анни Ахматової). Пізніше згадував, що вступив туди, бо почав писати вірші.
У 1984—1992 роках займався художніми перекладами з німецької та англійської мов. У 1985—1994 роках працював над власним романом «Макс», виданим у Москві 1998 року.
З 1992 року мешкає в Німеччині. У 2000—2008 роках — співробітник кафедри східноєвропейської історії Католицького університету Айхштетт — Інгольштадт, з квітня 2010 року — доцент Інституту славістики Майнцького університету. Член редколегії німецького журналу Forum für osteuropäische Idee- und Zeitgeschichte і його російської мережевої версії «Форум новітньої східноєвропейської історії та культури» (рос. Форум новейшей восточноевропейской истории и культуры).
Автор романів «Макс» (рос. Макс, 1998), «Місто в долині» (рос. Город в долине, 2012; премія «Глобус» журналу «Знамя» та Всеросійської державної бібліотеки іноземної літератури імені М. І. Рудоміно), «Пароплав в Аргентину» (рос. Пароход в Аргентину, 2014; Російська премія, 2014), «Зупинений світ» (рос. Остановленный мир, 2018), «Одна людина» (рос. Один человек, 2021), «Димитрій» (рос. Димитрий), книги історико-філософської прози «Передмістя мислі. Філософічна прогулянка» (рос. Предместья мысли. Философическая прогулка, 2020; приз читацьких симпатій премії «Велика книга»), збірки есеїв «Біля піраміди» (рос. У пирамиды, 2011), поетичних збірок «Світло за деревами» (рос. Свет за деревьями, 2007), «Море, сьогодні» (рос. Море, сегодня, 2011). У поезіях користується як традиційними розмірами, так і вільним, але чітко ритмізованим віршем.
Публікувався як прозаїк, поет, есеїст і літературознавець у журналах «Арион», «Вопросы литературы», «Вопросы философии», «Дети Ра», «Дружба народов», «Зарубежные записки», «Звезда», «Знамя», «Интерпоэзия», «Крещатик» тощо.

## Відгуки
Письменник-постмодерніст та есеїст Єгор Радов (1962—2009) вважав, що Макушинський створює у своїх віршах «стан споглядання, якоїсь „зупинки світу“, коли спокійно, нікуди не кваплячись, можна роздивитись кожну деталь, обдумати її та різні асоціації, які вона породжує».
Філолог і літературний критик Ірина Служевська (1955—2013) писала про роман Макушинського «Місто в долині»: «Стежачи за рухом сучасної російської прози, Дмитро Биков стверджує, що російський роман сьогодні неможливий — ні на сучасному, ні на історичному матеріалі. На мій погляд, критик помилився: у випадку Макушинського ми маємо повноцінний російський роман, який відповідає, зокрема, тим критеріям, що їх обґрунтовано висуває Биков: рух часу і єдність морального ставлення до предмета. Сам спосіб романного письма, з перемиканням регістрів (від ліричного до психологічного, документального і памфлетного), з великим введенням завжди несподіваних і цікавих історичних джерел, — усе це зведене на наших очах склепіння являє собою важливу новину для вітчизняної прози і в якомусь сенсі — прорив до тих епічних, історичних її потенцій, здійснення яких останнім часом явно бракувало. Сучасна російська проза занадто довго блукала між фантазіями, стьобом і фізіологічним нарисом. Відкриваючи для неї нові території, роман Макушинського має бути помічений у своїй навігаторській якості».
Поет, прозаїк, літературний критик Олександр Вергеліс (нар. 1977) про роман Макушинського «Одна людина»: «У цієї прози є один істотний недолік: її неможливо читати в метро. Для нормального читання романів Олексія Макушинського необхідні особливі умови: тиша, спокій і вільний час — а де в наше століття все це дістати? І головне, де взяти кваліфікованого читача? Як мінімум міцно забитого тугою за світовою культурою, отруєного Прустом і Набоковим (з якими Макушинського, безумовно, пов'язує відомий ступінь літературної спорідненості). Так, перед нами письменник, можна сказати, елітарний, який пише для вузького кола поціновувачів, для небагатьох (не побоюся цього слова) обраних. Хоча уникнути уваги широкої публіки Олексію Макушинському все-таки не вдалося: наприклад, його „Пароплав в Аргентину“ (2014) взяв на борт і приз читацьких симпатій „Великої книги“, і „Російську премію“, і численні відгуки як професійних, так і мережевих критиків».

## Премії та номінації
- За роман «Місто в долині» (2012):
  - Премія «Глобус» журналу «Знамя» і Всеросійської державної бібліотеки іноземної літератури імені М. І. Рудоміно (2013)
  - Короткий список премії імені Олександра П’ятигорського (2013)
- За роман «Пароплав в Аргентину» (2014):
  - Російська премія[ru] (номінація «Велика проза», 2014)
  - Короткий список премії «Велика книга» (2014)
- За роман «Зупинений світ» (2018):
  - Довгий список премії «Велика книга»
  - Довгий список премії «Ясна поляна[ru]»
  - Довгий список премії імені Олександра П'ятигорського
- За книгу історико-філософської прози «Передмістя мислі. Філософічна подорож» (2020):
  - Короткий список премії «Велика книга»[9]; приз читацьких симпатій, заснований премією[10]
- За роман «Одна людина» (2021):
  - Довгий список премії «Велика книга»

### Романи, повісті, есеї
Російською мовою
- Макушинский А. А. Макс : роман. — М. : Мартис, 1998. — 363, [1] с. — ISBN 5-7248-0048-9.
  - Рец.:  Воробьёва [Вежлян], Евгения. Марсель и Обломов. Алексей Макушинский. Макс. Роман. М., «Мартис», 1998, 365 стр. // Новый мир. — 1998. — № 7.
- Макушинский А. А. Город в долине : роман // Знамя. — 2012. — № 5. — С. 8—60 ; № 6. — С. 33—103.
  - [То же] : роман. — СПб. : Алетейя, 2013. — 320 с. — (Русское зарубежье. Коллекция поэзии и прозы). — ISBN 978-5-91419-873-9.
  - [То же]. — М. : Эксмо, 2016. — 480 с. — (Мастера современной российской прозы). — ISBN 978-5-699-90733-5.
  - Рец.:  Служевская И. П. Навигатор Макушинский // Новый мир. — 2012. — № 10.
- Макушинский А. А. У пирамиды : Эссе, статьи, фрагменты. — М. : Новый Хронограф, 2011. — 384 с. — (Эссеистика нового века). — ISBN 978-5-94881-161-1.
- Макушинский А. А. Пароход в Аргентину : роман // Знамя. — 2014. — № 3. — С. 6—68 ; № 4. — С. 81—145.
  - [То же]. — М. : Эксмо, 2014. — 318 с. — (Претендент на бестселлер! Алексей Макушинский). — ISBN 978-5-699-75667-4.
  - [То же]. — М. : Издательство «Э», 2018. — 313, [9] с. : ил. — (Большая литература). — ISBN 978-5-699-96172-6.
  - Рец.:  Вежлян, Евгения. Первое прочтение // Знамя. — 2014. — № 4. — С. 146—148.
- Макушинский А. А. Остановленный мир : роман. — М. : Издательство «Э», 2018. — 797, [11] с. : ил. — (Большая литература). — ISBN 978-5-04-091926-0.
- Макушинский А. А. Предместья мысли : Философическая прогулка. — М. : Эксмо, 2020. — 317, [1] с. : ил., портр., факс. — ISBN 978-5-04-108277-2.
- Макушинский А. А. Один человек : роман. — М. : Эксмо, 2021. — 285, [1] с., [8] л. цв. ил. — ISBN 978-5-04-156616-6.
  - Рец.:  Вергелис А. П. Алексей Макушинский. Один человек. М.: Эксмо, 2021 // Звезда. — 2021. — № 12. — С. 276—279.
- Макушинский А. А. Димитрий : роман. — Freedom Letters, 2023. — 386 с. — ISBN 978-1-44-676065-9.

### Вірші
Російською мовою
- Макушинский А. А. Свет за деревьями : стихи. — СПб. : Алетейя, 2007. — 96 с. — (Русское зарубежье. Коллекция поэзии и прозы). — ISBN 978-5-91419-027-6.
  - Рец.:  Радов, Егор. Жажда света // Утро.ру. — 2008.
- Макушинский А. А. Море, сегодня : стихи. — М. : Воймега, 2011. — 76 с. — ISBN 5-7640-0121-0.

### Наукові публікації, публіцистика
Німецькою мовою
- Makuschinski A. A. Thomas Mann und die russische Literatur // FORUM für osteuropäische Ideen- und Zeitgeschichte. — 2001. — H. 2.
- Makuschinski A. A. Russische Denktraditionen und ihre Auswirkungen auf Politik und Gesellschaft // FORUM für osteuropäische Ideen- und Zeitgeschichte. — 2002. — H. 1.
- Makuschinski A. A. Das autonome Kulturparadigma in der russischen Geistesgeschichte // FORUM für osteuropäische Ideen- und Zeitgeschichte. — 2002. — H. 2.
- Makuschinski A. A. «Der abgewiesene Bräutigam» — das grundlegende Mythologem der russischen Literatur des 19. Jahrhunderts? // FORUM für osteuropäische Ideen- und Zeitgeschichte. — 2003. — H. 1.
- Makuschinski A. A. «Wilhelm Meisters Lehrjahre» — Geburtsstunde der modernen Wirklichkeit? // Goethe als Neuerer und Vermittler : Akten des deutsch-französischen Nachwuchskolloquiums zum 250. Geburtstag des Dichters. Reims 1999. — Essen, 2003.
- Makuschinski A. A. Theurgie vs. Autonomie // FORUM für osteuropäische Ideen- und Zeitgeschichte. — 2003. — H. 2.
- Makuschinski A. A. «Das andere Europa» // Blicke auf Europa : Kontinuität und Wandel. — Neuried, 2003.
- Makuschinski A. A. «Es wird ganz Deutschland einstmals Stalin danken» // FORUM für osteuropäische Ideen- und Zeitgeschichte. — 2004. — H. 1.
- Makuschinski A. A. Wirklichkeit als Weltbild der Moderne // FORUM für osteuropäische Ideen- und Zeitgeschichte : vom Realismus zum «Sozialistischen Realismus». — 2004. — H. 2.
- Makuschinski A. A. Architektonische Modelle im Totalitarismus und die Platonische Idee // FORUM für osteuropäische Ideen- und Zeitgeschichte. — 2006. — H. 1.
- Makuschinski A. A. Die menschliche Güte und das unmenschliche «Gute» — Vasilij Grossman und Lev Šestov // FORUM für osteuropäische Ideen- und Zeitgeschichte. — 2006. — H. 2.
- Makuschinski A. A. Katharina die Grosse // Mythen Europas : Schlüsselfiguren der Imagination. Vom Barock zur Aufklärung. — Regensburg, 2007.
- Makuschinski A. A. Auf dem Weg zum «Großen Sinn der Geschichte» // FORUM für osteuropäische Ideen- und Zeitgeschichte. — 2007. — H. 1.
- Makuschinski A. A. Deutsche Russophilie zu Beginn des 20. Jahrhunderts // FORUM für osteuropäische Ideen- und Zeitgeschichte. — 2008. — H. 1.
- Makuschinski A. A. Sowjetische Kultur aus der Sicht der Intellektuellen von heute // Vergangenheitsbewältigung im Osten — Rußland, Polen, Rumänien. — München, 2008.
- Makuschinski A. A. Rom und Reich in der Poesie von Osip Mandel’štam // FORUM für osteuropäische Ideen- und Zeitgeschichte. — 2009. — H. 1.
- Makuschinski A. A. Der «falsche Demetrius» bei Schiller und Puschkin // Zum Schillerjahr 2009 – Schillers politische Dimension. — München, 2009.

### Інтерв’ю
- Фефер, Ольга (5 серпня 2011). Алексей Макушинский: «Творчество — способ справиться с жизнью». Русская Германия. Процитовано 12 червня 2023.
- Пешкова, Зоя (20 січня 2013). Я вырос под стук двух пишущих машинок. Эхо Москвы. Процитовано 12 червня 2023.
- Кудряц, Евгений (2013-07). Алексей Макушинский: «Выбор сделан!». Сайт журналиста из Германии Евгения Кудряца. Процитовано 12 червня 2023.
- Берсенева, Анна (2023-06). Алексей Макушинский: Россия всегда жила и живёт в конфликте с самой собой. Русское слово. Процитовано 1 серпня 2023.
- Померанцев, Игорь; Толстой, Иван[ru] (12 вересня 2023). «С 24 февраля я — эмигрант». Алексей Макушинский о славистике и Германии. Радио Свобода. Процитовано 13 вересня 2023. {{cite web}}: Перевірте значення |author= (довідка)